# Bartram's Garden

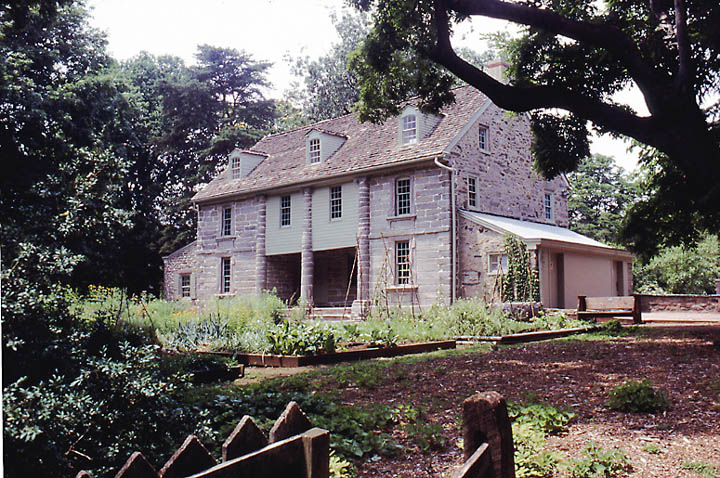
Bartram House

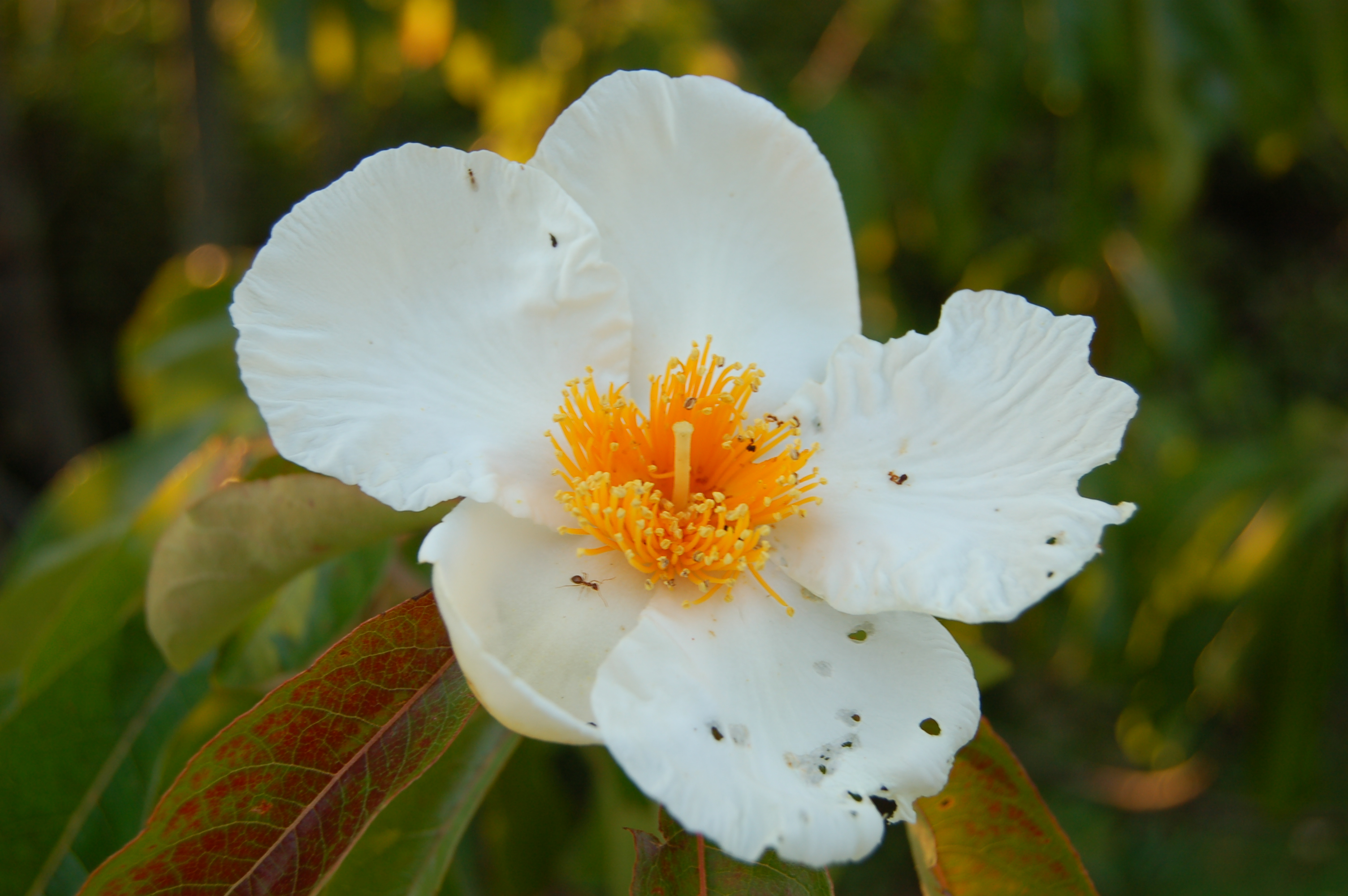
Bloem van Franklinia alatamaha, een bekende plant uit de tuin

Bartram's Garden is een botanische tuin van 18 hectare aan de oever van Schuylkill River in Philadelphia (Pennsylvania). De tuin is een nalatenschap van vader en zoon John (1699-1777) en William Bartram (1739-1823), twee Amerikaanse botanici. John Bartram kocht het landgoed en het bijbehorende huis in 1728. De Bartrams woonden op het landgoed en kweekten er planten die ze van hun trektochten door de Verenigde Staten meenamen. Ze introduceerden meer dan 200 inheemse planten in cultuur.
De industrieel Andrew M. Eastwick kocht het landgoed in 1850 om te voorkomen dat de tuin verloren zou gaan aan de industrialisering. Hij liet zijn huis, Bartram Hall, bouwen op een heuvel nabij de tuin. Thomas Meehan, die decennia eerder de tuinman van Eastwick was, haalde de stad Philadelphia in 1891 over om de tuin aan te kopen en te veranderen in een publiek park. In 1893 richtten nazaten van de Bartrams de John Bartram Association op om de stad Philadelphia te ondersteunen bij het beheer van de tuin. Tegenwoordig beheren de Fairmount Park Commission (organisatie die de publieke parken van Philadelphia beheert) en de John Bartram Association de tuin. George Washington, Benjamin Franklin, Madison en Thomas Jefferson zijn bekende Amerikanen die de tuin hebben bezocht en er planten kochten.
Bartram House, het huis dat John Bartram liet bouwen, is sinds 1963 een National Historic Landmark. Daarnaast staan er nog andere historische gebouwen die in de tijd van de Bartrams werden gebouwd.
In de tuin groeien kruidachtige en houtige, inheemse planten zoals Calycanthus floridus, Itea virginica en Viburnum cassinoides te midden van varens en andere wilde planten. Er worden medicinale en keukenkruiden gekweekt. Er is een wetland naast Schuylkill River met inheemse wetlandplanten. Er groeien meerdere historische bomen. Franklinia alatamaha is een soort die door de Bartrams is gered van uitsterven. De John Bartram Association houdt een register bij van alle exemplaren die in de wereld worden gehouden. Cladrastis kentuckea is een boom die in de jaren negentig van de achttiende eeuw in de tuin is aangeplant. Een mannelijk exemplaar van de Japanse notenboom (Ginkgo biloba) stamt uit 1785. Quercus heterophylla, de “Bartram Oak”, is een natuurlijke hybride uit het geslacht Quercus die al in de tuin groeide toen John Bartram zich er vestigde.
Bartram's Garden is lid van de American Public Gardens Association.